# Cantone di Saint-Germain-du-Bel-Air
Il Cantone di Saint-Germain-du-Bel-Air era una divisione amministrativa dell'arrondissement di Gourdon.
È stato soppresso a seguito della riforma complessiva dei cantoni del 2014, che è entrata in vigore con le elezioni dipartimentali del 2015.
Comprendeva i comuni di:
- Concorès
- Frayssinet
- Lamothe-Cassel
- Montamel
- Peyrilles
- Saint-Chamarand
- Saint-Germain-du-Bel-Air
- Soucirac
- Ussel
- Uzech